# Alchornea
Alchornea är ett släkte av törelväxter. Alchornea ingår i familjen törelväxter.

## Bildgalleri

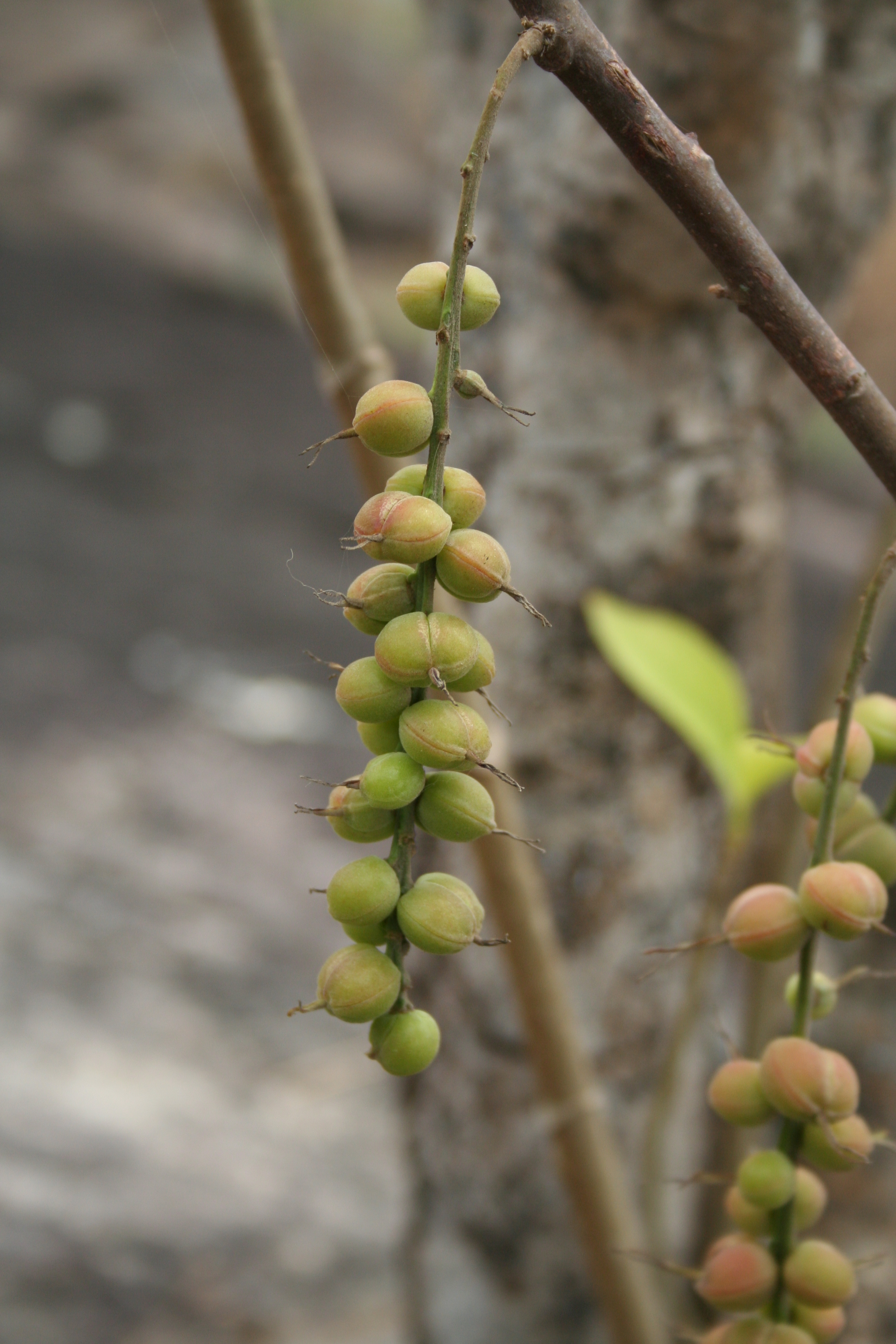
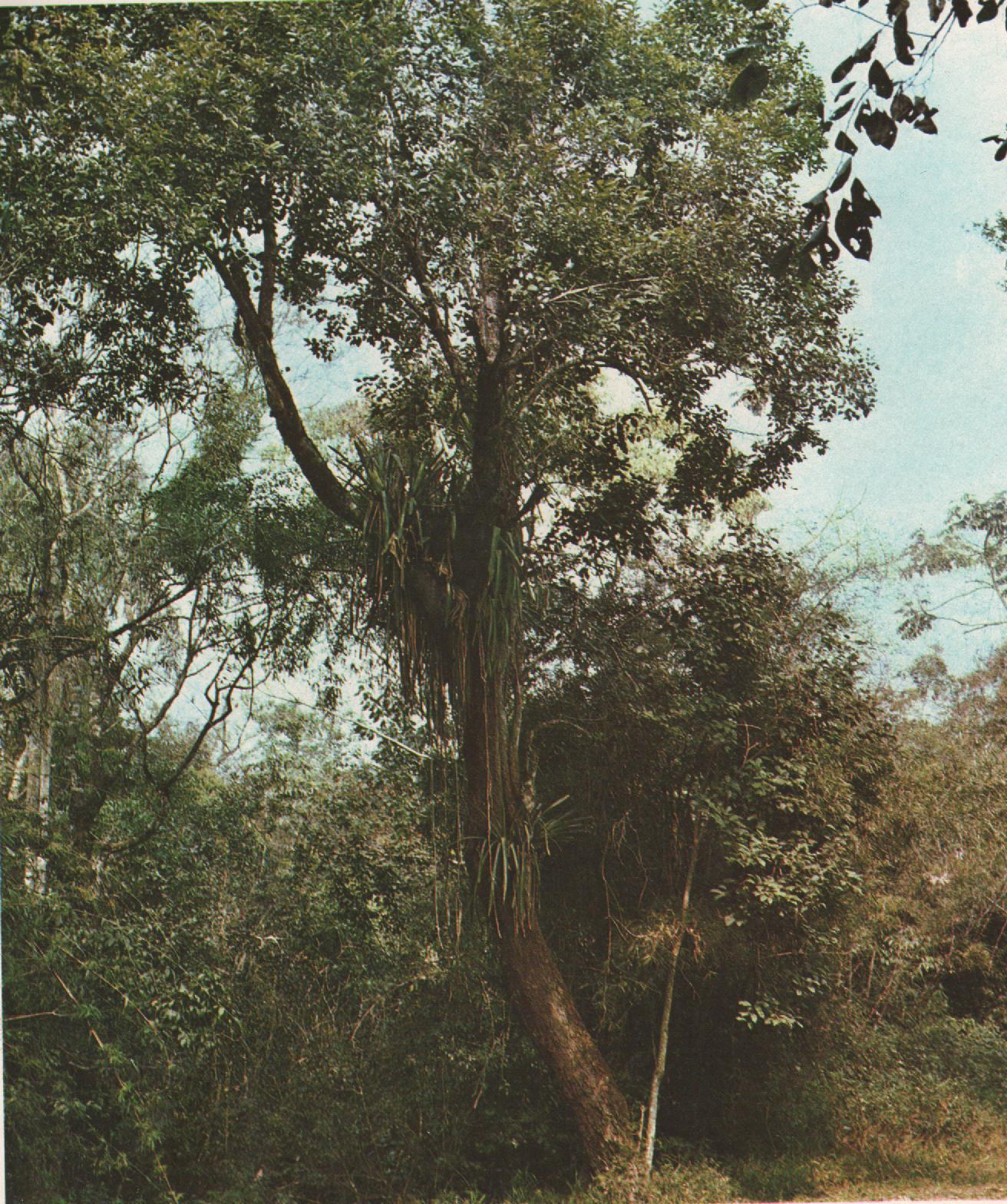
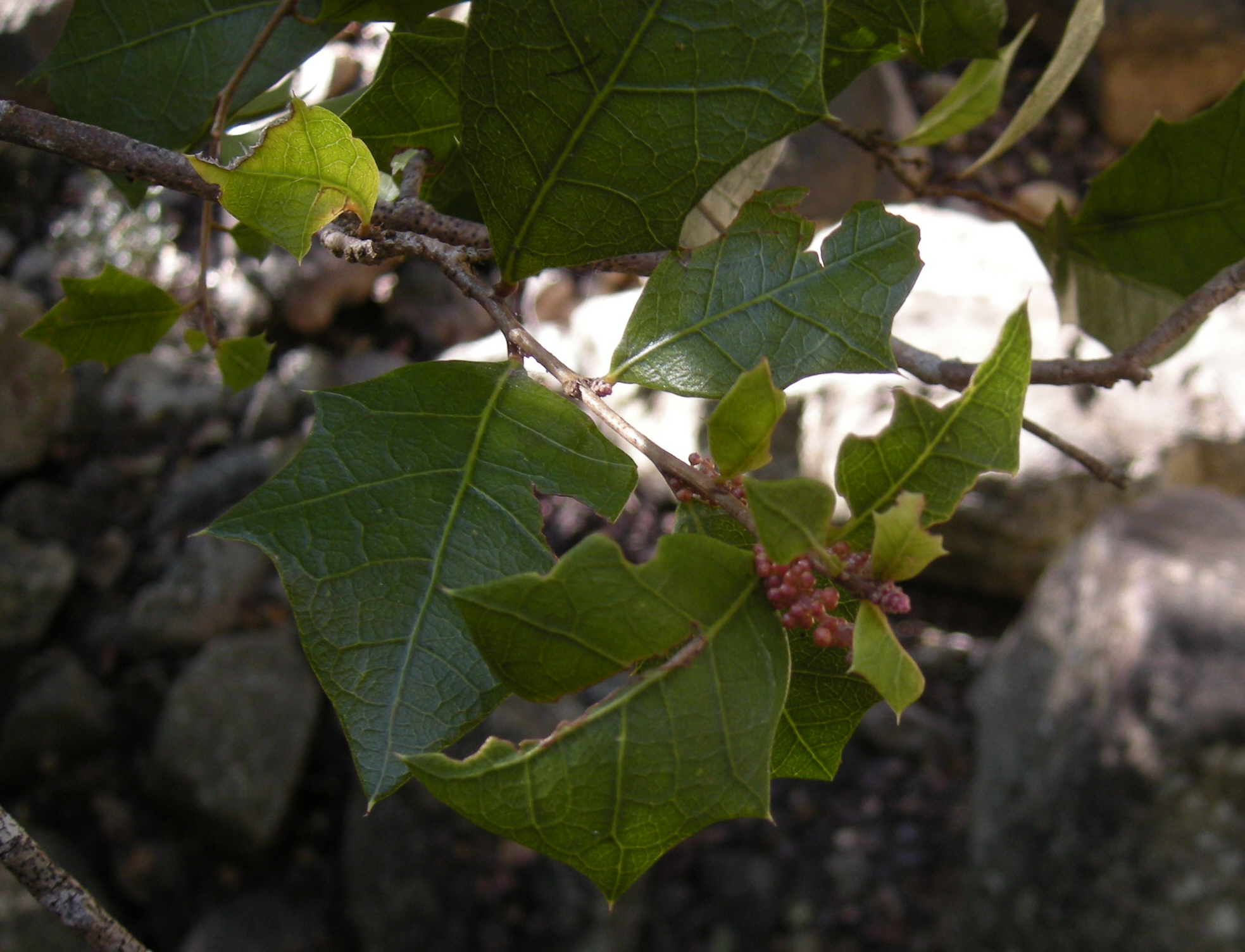
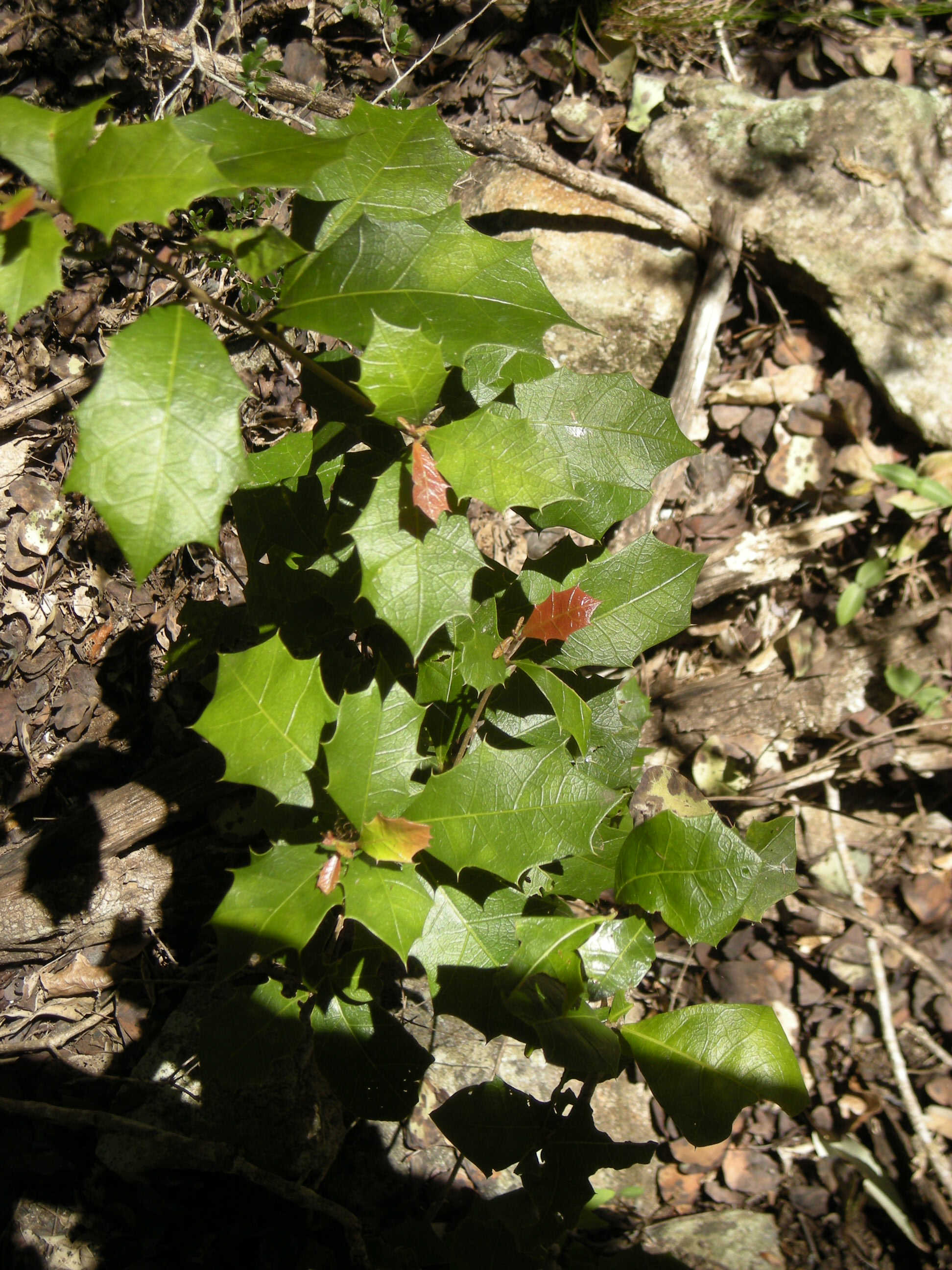
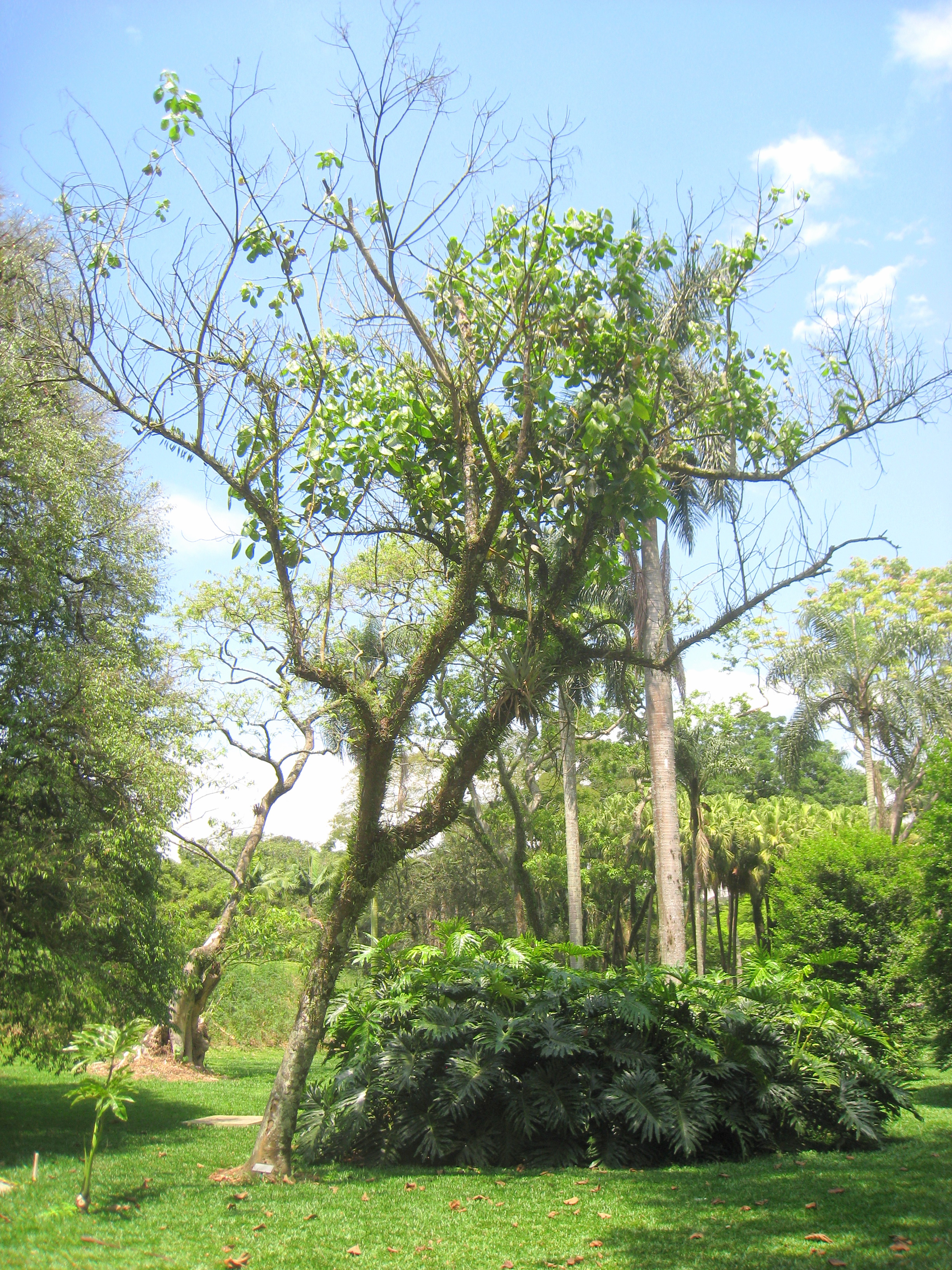
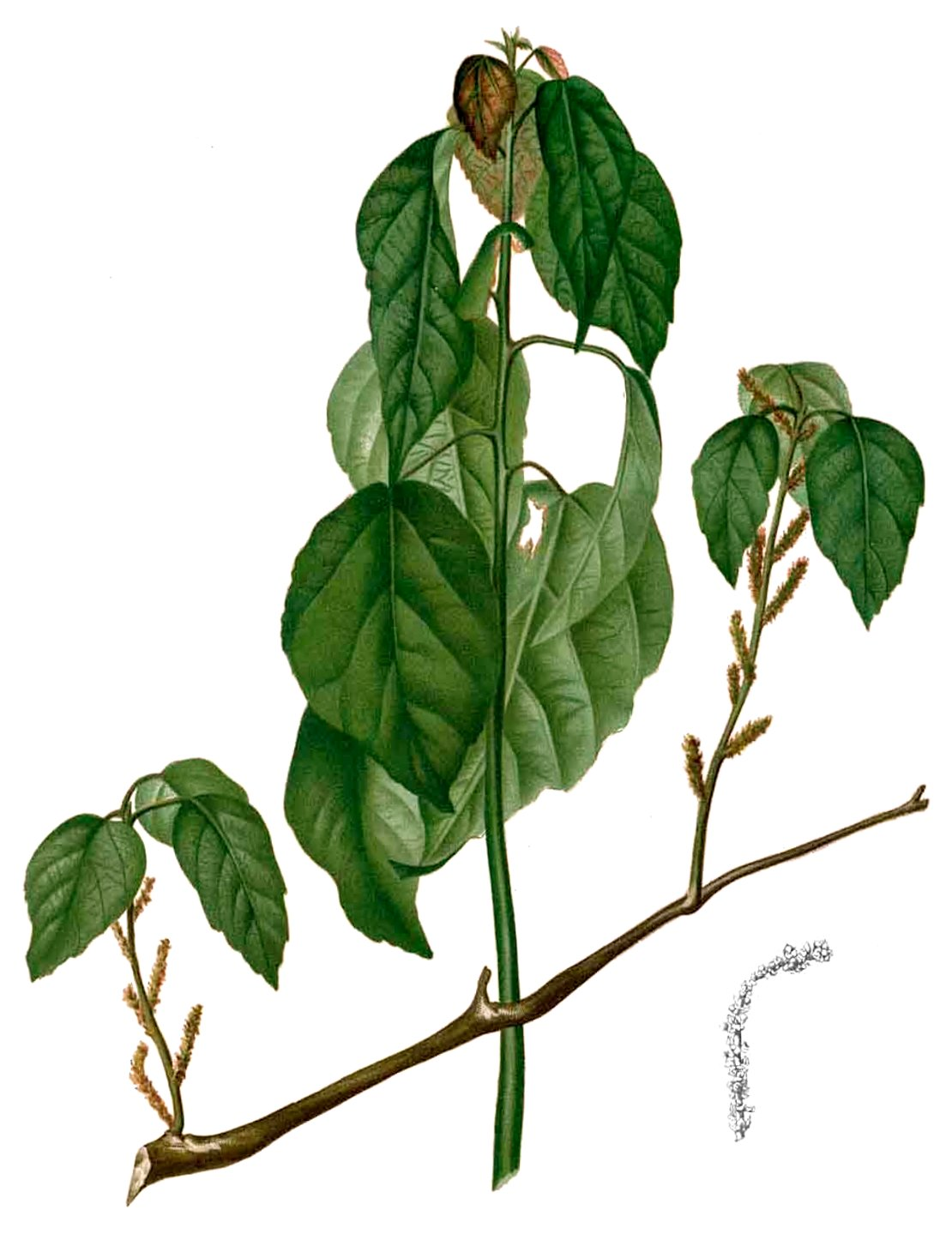

## Dottertaxa tillAlchornea, i alfabetisk ordning[1]
- Alchornea acutifolia
- Alchornea alnifolia
- Alchornea anamariae
- Alchornea androgyna
- Alchornea annamica
- Alchornea aquifolia
- Alchornea bogotensis
- Alchornea brittonii
- Alchornea castaneifolia
- Alchornea chiapasana
- Alchornea coelophylla
- Alchornea cordifolia
- Alchornea costaricensis
- Alchornea davidii
- Alchornea discolor
- Alchornea floribunda
- Alchornea fluviatilis
- Alchornea glabra
- Alchornea glandulosa
- Alchornea grandiflora
- Alchornea grandis
- Alchornea guatemalensis
- Alchornea hilariana
- Alchornea hirtella
- Alchornea humbertii
- Alchornea hunanensis
- Alchornea integrifolia
- Alchornea latifolia
- Alchornea laxiflora
- Alchornea liukiuensis
- Alchornea lojaensis
- Alchornea megalophylla
- Alchornea mildbraedii
- Alchornea mollis
- Alchornea occidentalis
- Alchornea parviflora
- Alchornea pearcei
- Alchornea perrieri
- Alchornea rhodophylla
- Alchornea rugosa
- Alchornea scandens
- Alchornea sicca
- Alchornea sidifolia
- Alchornea tachirensis
- Alchornea tiliifolia
- Alchornea trewioides
- Alchornea triplinervia
- Alchornea ulmifolia
- Alchornea vaniotii
- Alchornea websteri
- Alchornea yambuyaensis